# Taraxacum blomgrenii
Taraxacum blomgrenii — вид квіткових рослин з родини айстрових (Asteraceae). Вид зростає в Європі: Швеція, Фінляндія, Польща, Чехія, Іспанія, Андорра, Франція; це багаторічна рослина помірних біомів.